# Comité Paralímpico de Liechtenstein
El Comité Paralímpico de Liechtenstein (en alemán: Liechtensteiner Behinderten Verband) es el comité paralímpico nacional que representa a Liechtenstein. Esta organización es la responsable de las actividades deportivas paralímpicas en el país. Es miembro del Comité Paralímpico Internacional y del Comité Paralímpico Europeo.